# صديقي (فلم هندي)
سنيهيتودا هو فيلم درامي رومانسي ناطق باللغة التيلوغوية من إخراج ساتيام بيلامكوندا وبطولة ناني ومادهافي لاثا في الأدوار الرئيسية. أنتج براساد هذا الفيلم وتم إصداره في 7 أغسطس 2009 و لاقى هبوطاً مفاجئاً في شباك التذاكر.

## القصة
ساي الذي أدى دوره ناني هو يتيم يمتهن الكذب في المحكمة مقابل القليل من الدولارات. ولأنه بلا مأوى فإنه يقيم كل ليلة في شقة أو في منزل مغلق كاللصوص. في إحدى الليالي ذهب للإقامة في فيلا فقبضت عليه سافيتري، توسل إليها أن يمضي الليلة في المنزل. في منعطف مفاجئ في القصة تهرب من المنزل في وقت لاحق من تلك الليلة لكنه يقبض عليها في حديقة ويجعلها مرتبطة به كشريكة في أعمال الكذب في المحكمة. في نهاية المطاف تخبره عن نفسها أنها ابنة المالك المحترم نصار في قريتها وأنها هاربة من المنزل، بعد ذلك اختطفتها عصابة قررت اغتصابها في بيت الضيافة في الوقت التقاها فيه. يقرر ساي أنه يريد جمع شمل سافيتري مع أسرتها.

## انتقادات
شعرت ديبا غاريميلا أن الفيلم رسم خطًا رفيعًا بين الدراما العائلية والدراما. أثنت على النصف الأول من الفيلم باعتباره ممتع للمشاهدة، لكنها رفضت النصف الثاني بسبب «الحوار والحبكة القديمة المستهلكة». عموماً أعطت الفيلم تصنيف 4.5 / 10 ، و لم توصي به للأطفال.

## روابط خارجية
- مقالات تستعمل روابط فنية بلا صلة مع ويكي بيانات